# Daytime Emmy Awards 1985
La cerimonia della 12ª edizione dei Daytime Emmy Awards (12th Daytime Emmy Awards) si è tenuta il 1º agosto 1985 e ha premiato i migliori programmi e personaggi televisivi del 1984.
In questa edizione furono aggiunte due nuove categorie: Outstanding Juvenile/Young Man in a Drama Series e Outstanding Ingenue/Woman in a Drama Series.

## Daytime Emmy Awards
Per le candidature, furono presi in considerazione i programmi trasmessi tra il 6 marzo 1984 e il 5 marzo 1985.

### Migliore serie drammatica
- Febbre d'amore (The Young and the Restless)
- General Hospital
- Sentieri (Guiding Light)
- Il tempo della nostra vita (Days of Our Lives)
- La valle dei pini (All My Children)

### Migliore attore in una serie drammatica
- Darnell Williams (Jesse Hubbard) – La valle dei pini
- Larry Bryggman (John Dixon) – Così gira il mondo (As the World Turns)
- David Canary (Adam Chandler) – La valle dei pini
- Terry Lester (Jack Abbott) – Febbre d'amore
- James Mitchell (Palmer Cortlandt) – La valle dei pini

### Migliore attrice in una serie drammatica
- Kim Zimmer (Reva Shayne) – Sentieri
- Deidre Hall (Marlena Evans) – Il tempo della nostra vita
- Susan Lucci (Erica Kane) – La valle dei pini
- Gillian Spencer (Daisy Murdock Cortlandt) – La valle dei pini
- Robin Strasser (Dorian Lord) – Una vita da vivere (One Life To Live)

### Migliore attore non protagonista in una serie drammatica
- Larry Gates (Billy Lewis) – Sentieri
- Anthony D. Call (Herb Callison) – Una vita da vivere
- Louis Edmonds (Langley Wallingford) – La valle dei pini
- David Lewis (Edward L. Quartermaine) – General Hospital
- Robert LuPone (Zach Grayson) – La valle dei pini

### Migliore attrice non protagonista in una serie drammatica
- Beth Maitland (Traci Abbott) – Febbre d'amore
- Norma Connolly (Ruby Anderson) – General Hospital
- Eileen Herlie (Myrtle Fargate) – La valle dei pini
- Maeve Kinkead (Vanessa Reardon) – Sentieri
- Elizabeth Lawrence (Myra Murdock Sloane) – La valle dei pini

### Outstanding Juvenile/Young Man in a Drama Series
- Brian Bloom (Dusty Donovan) – Così gira il mondo
- Stephen Caffrey (Andrew Preston Cortlandt) – La valle dei pini
- Michael E. Knight (Tad Martin) – La valle dei pini
- Michael O'Leary (Rick Bauer) – Sentieri
- Jack Wagner (Frisco Jones) – General Hospital

### Outstanding Ingenue/Woman in a Drama Series
- Tracey E. Bregman (Lauren Fenmore Baldwin) – Febbre d'amore
- Kristian Alfonso (Hope Brady) – Il tempo della nostra vita
- Melissa Leo (Linda Warner) – La valle dei pini
- Lisa Trusel (Melissa Horton) – Il tempo della nostra vita
- Tasia Valenza (Dottie Thornton Martin) – La valle dei pini

### Migliore regia per una serie drammatica
- Sentieri – John Whitesell, Bruce S. Barry, Matthew Diamond, Irene M. Pace, Robert Kochman, Jo Ann Rivituso, JoAnne Sedwick
- Così gira il mondo – Maria Wagner, Bob Schwarz, Richard Dunlap, Paul Lammers, Richard Pepperman, Portman Paget, Joel Aronowitz
- Il tempo della nostra vita – Al Rabin, Joseph Behar, Susan Orlikoff Simon, Stephen Wyman, Herb Stein, Gay Linvill, Sheryl Harmon, Becky Greenlaw
- La valle dei pini – Jack Coffey, Sherrell Hoffman, Henry Kaplan, Francesca James, Jean Dadario-Burke, Barbara M. Simmons
- Una vita da vivere – David Pressman, Peter Miner, Larry Auerbach, Melvin Bernhardt, John Sedwick, Ron Lagomarsino, Susan Pomerantz, Stuart Silver

### Migliore sceneggiatura per una serie drammatica
- La valle dei pini – Agnes Nixon, Lorraine Broderick, Victor Miller, Art Wallace, Jack Wood, Mary K. Wells, Clarice Blackburn, Susan Kirshenbaum, Elizabeth Wallace, Elizabeth Page, Carlina Della Pietra, Wisner Washam
- Destini (Another World) – Gary Tomlin, Samuel D. Ratcliffe, Judith Donato, David Cherrill, Richard Culliton, Judith Pinsker, Fran Myers, Roger Newman, Carolyn Culliton, David Colson, Lloyd 'Lucky' Gold, Cynthia Saltzman
- Sentieri – Pamela K. Long, Jeff Ryder, John Kuntz, Addie Walsh, Christopher Whitesell, Carolyn Culliton, Samuel D. Ratcliffe, Robin Amos, Stephanie Braxton, Stephen Demorest, Trent Jones, N. Gail Lawrence, Michelle Poteet Lisanti, Megan McTavish, Pete T. Rich, Emily Squires, Edward Parone
- Il tempo della nostra vita – Sheri Anderson, Leah Laiman, Margaret DePriest, Maralyn Thoma, Dana Soloff, Anne Schoettle, Michael Robert David, Leah Markus, Thom Racina